# پوتوسی (میزوری)
پوتوسی (به انگلیسی: Potosi) یک شهر در ایالات متحده آمریکا است که در شهرستان واشینگتن، میزوری واقع شده‌است. پوتوسی ۶٫۰۳ کیلومتر مربع مساحت و ۲٬۶۶۰ نفر جمعیت دارد و ۲۶۸ متر بالاتر از سطح دریا قرار دارد.